# Steinberg (Tüngeda)
Der Steinberg in der Gemarkung von Tüngeda im westthüringischen Wartburgkreis ist eine 362,1 m ü. NHN hohe Erhebung der Großen Harth.
Der Steinberg befindet sich an der Grenze zwischen Hainich und Thüringer Becken. Er liegt zwischen dem Tüngeda (Ortsteil der Gemeinde Hörselberg-Hainich) im Südwesten sowie Grumbach im Nordnordosten und Wiegleben im Ostsüdosten (beides Stadtteile von Bad Langensalza). Etwa 850 m nordöstlich seines Gipfels liegt an der Kreisgrenze zum Unstrut-Hainich-Kreis die östlichste Stelle des Wartburgkreises. Über die Erhebung verläuft die Elbe-Weser-Wasserscheide.